# Herculis

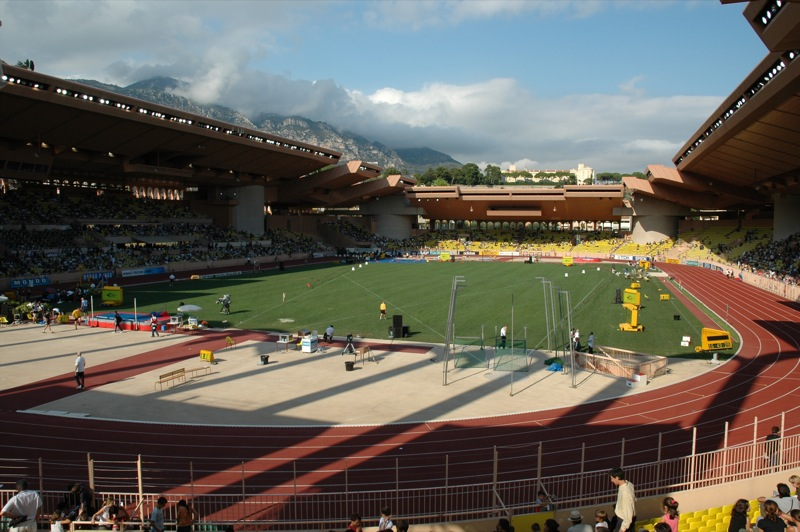
Het Stade Louis II tijdens de Herculis in 2005.

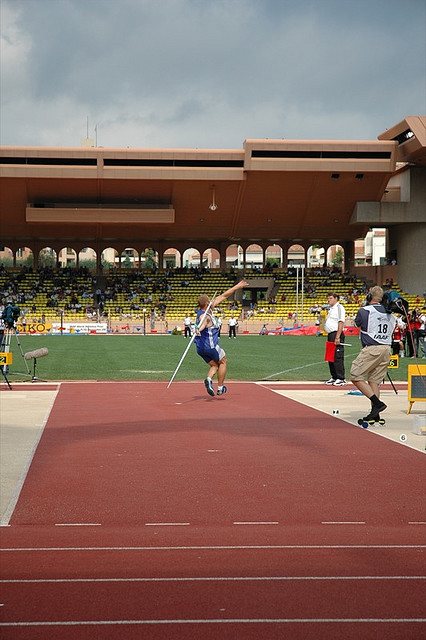
Speerwerpen tijdens de Herculis van 2005.

De Herculis is een jaarlijkse atletiekwedstrijd die wordt georganiseerd in het Stade Louis II in Monaco. Het evenement wordt sinds 1987 georganiseerd, vanaf het begin door de Monegaskische atletiekorganisatie FMA. De Herculis wordt meestal in het einde van juli of in augustus gehouden, de eerste editie vond plaats op 17 september.
Vanaf de oprichting van de Golden League in 1998 tot en met 2002 behoorde de Herculis tot die categorie wedstrijden. De drie jaren daarna diende de Herculis als de wereldatletiekfinale. In de volgende jaren tot 2009 behoorde de wedstrijd tot de IAAF Grand Prix-wedstrijden. Sinds de oprichting van de Diamond League in 2010 maakt de Herculis weer deel uit van de belangrijkste groep atletiekwedstrijden.

## Wereldrecords bij de Herculis
Er is in de geschiedenis van de Herculis zeven keer een wereldrecord verbroken.
| Datum            | Aleet              | Onderdeel            | Prestatie | Huidig wereldrecord                                |
| ---------------- | ------------------ | -------------------- | --------- | -------------------------------------------------- |
| 29 juli 2008     | Jelena Isinbajeva  | polsstokhoogspringen | 5,04 m    | Nee, verbeterd op 18 augustus 2008 door Isinbajeva |
| 17 juli 2015     | Genzebe Dibaba     | 1500 meter           | 3.50,07   | Nee, verbeterd op 2 juni 2023 door Kipyegon        |
| 20 juli 2018     | Beatrice Chepkoech | 3000 meter steeple   | 8.44,32   | Ja                                                 |
| 12 juli 2019     | Sifan Hassan       | Engelse mijl         | 4.12,33   | Nee, verbeterd op 21 juli 2023 door Kipyegon       |
| 14 augustus 2020 | Joshua Cheptegei   | 5000 meter           | 12.35,36  | Ja                                                 |
| 21 juli 2023     | Faith Kipyegon     | Engelse mijl         | 4.07,64   | Ja                                                 |
| 12 juli 2024     | Jessica Hull       | 2000 meter           | 5.19,70   | Ja                                                 |

## Meetingrecords
| Onderdeel            | Prestatie          | Atleet            | Nationaliteit | Datum            |
| -------------------- | ------------------ | ----------------- | ------------- | ---------------- |
| 100 m                | 9.78 s (−0,3 m/s)  | Justin Gatlin     | USA           | 17 juli 2015     |
| 200 m                | 19.46 s (+0,8 m/s) | Noah Lyles        | USA           | 10 augustus 2022 |
| 400 m                | 43.43 s            | Wayde van Niekerk | RSA           | 21 juli 2017     |
| 800 m                | 1.41,44            | Emmanuel Wanyonyi | KEN           | 11 juli 2025     |
| 1000 m               | 2.13,88            | Jake Wightman     | GBR           | 10 augustus 2022 |
| 1500 m               | 3.26,69            | Asbel Kiprop      | KEN           | 17 juli 2015     |
| 1 Eng. mijl          | 3.56,75            | John Ngugi        | KEN           | 12 augustus 1990 |
| 2000 m               | 5.00,97            | Mohamed Choumassi | MAR           | 2 augustus 1994  |
| 3000 m               | 7.25,02            | Ali Saïdi-Sief    | ALG           | 18 augustus 2000 |
| 5000 m               | 12.35,36           | Joshua Cheptegei  | UGA           | 14 augustus 2020 |
| 110 m horden         | 12,93 s (±0,0 m/s) | Aries Merritt     | USA           | 20 juli 2012     |
| 400 m horden         | 46,51 s            | Karsten Warholm   | NOR           | 21 juli 2023     |
| 3000 m steeplechase  | 7.53,64            | Brimin Kipruto    | KEN           | 22 juli 2011     |
| hoogspringen         | 2,40 m             | Bohdan Bondarenko | UKR           | 18 juli 2014     |
| polsstokhoogspringen | 6,05 m             | Armand Duplantis  | SWE           | 11 juli 2025     |
| verspringen          | 8,58 m (−0,8 m/s)  | Ivan Pedroso      | CUB           | 25 juli 1995     |
| hink-stap-springen   | 17,82 m (+0,2 m/s) | Christian Taylor  | USA           | 12 juli 2019     |
| kogelstoten          | 22,56 m            | Joe Kovacs        | USA           | 17 juli 2015     |
| discuswerpen         | 69,08 m            | Lars Riedel       | GER           | 25 juli 1995     |
| speerwerpen          | 90,20 m            | Raymond Hecht     | GER           | 10 augustus 1996 |
| 4 x 100 m            | 37.58 s            | Verenigde Staten  | USA           | 19 juli 2013     |

| Onderdeel            | Prestatie              | Atlete                  | Nationaliteit | Datum            |
| -------------------- | ---------------------- | ----------------------- | ------------- | ---------------- |
| 100 m                | 10.62 s (+0,4 m/s)     | Shelly-Ann Fraser-Pryce | JAM           | 10 augustus 2022 |
| 200 m                | 21.77 s (+1,0 m/s)     | Merlene Ottey           | JAM           | 7 augustus 1993  |
| 400 m                | 48.97 s                | Shaunae Miller-Uibo     | BAH           | 20 juli 2018     |
| 800 m                | 1.54,60                | Caster Semenya          | RSA           | 20 juli 2018     |
| 1000 m               | 2.29,15                | Faith Kipyegon          | KEN           | 14 augustus 2020 |
| 1500 m               | 3.50.07                | Genzebe Dibaba          | ETH           | 17 juli 2015     |
| 1 Eng. mijl          | 4.07,64                | Faith Kipyegon          | KEN           | 21 July 2023     |
| 2000 m               | 5.19,70                | Jessica Hull            | AUS           | 12 juli 2024     |
| 3000 m               | 8.21,42                | Gabriela Szabo          | ROU           | 19 juli 2002     |
| 5000 m               | 14.22,12               | Hellen Obiri            | KEN           | 14 augustus 2020 |
| 100 m horden         | 12,30 s (+0,6 m/s)     | Nia Ali                 | USA           | 21 July 2023     |
| 400 m horden         | 51,95 s                | Femke Bol               | NED           | 11 juli 2025     |
| 3000 m steeplechase  | 8.44,32                | Beatrice Chepkoech      | KEN           | 20 juli 2018     |
| hoogspringen         | 2,05 m                 | Mariya Lasitskene       | RUS           | 21 juli 2017     |
| polsstokhoogspringen | 5,04 m                 | Jelena Isinbajeva       | RUS           | 29 juli 2008     |
| verspringen          | 7,33 m (−0,3 m/s)      | Heike Drechsler         | GER           | 11 augustus 1992 |
| hink-stap-springen   | 15,31 m (±0,0 m/s)     | Caterine Ibargüen       | COL           | 18 juli 2014     |
| kogelstoten          | 20,60 m                | Natalya Lisovskaya      | URS           | 3 augustus 1991  |
| discuswerpen         | 69,30 m                | Larissa Korotkevich     | RUS           | 11 augustus 1992 |
| speerwerpen          | 69,66 m (oude speer)   | Petra Felke             | GDR           | 12 augustus 1990 |
| speerwerpen          | 69,45 m (nieuwe speer) | Barbora Špotáková       | CZE           | 22 juli 2011     |
| 4 x 100 m            | 41.75 s                | Verenigde Staten        | USA           | 19 juli 2013     |